# 二指の敬礼

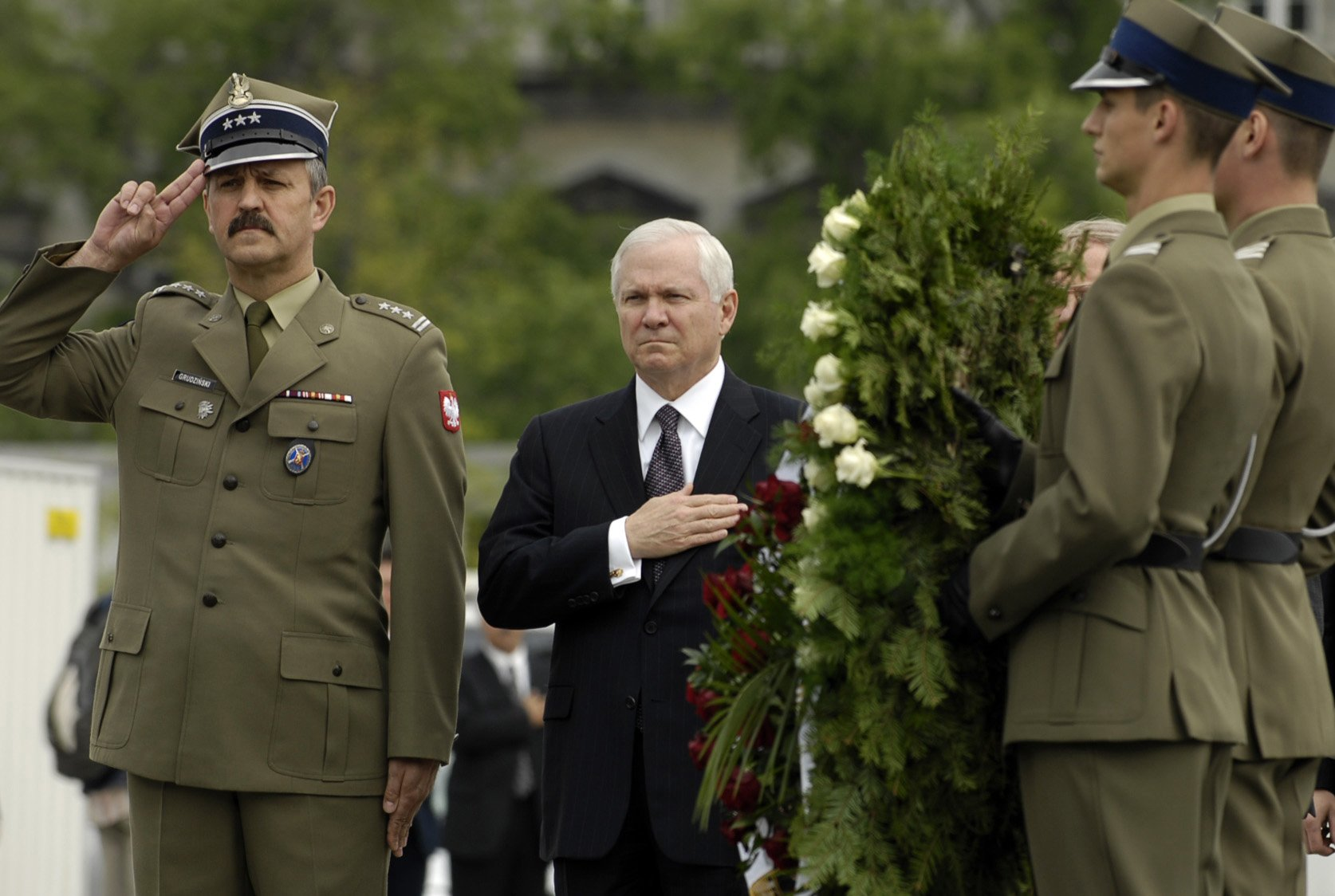
ワルシャワにある無名戦士の墓に献花するゲイツ国防長官。隣のポーランド軍将校は二指の敬礼をしている。

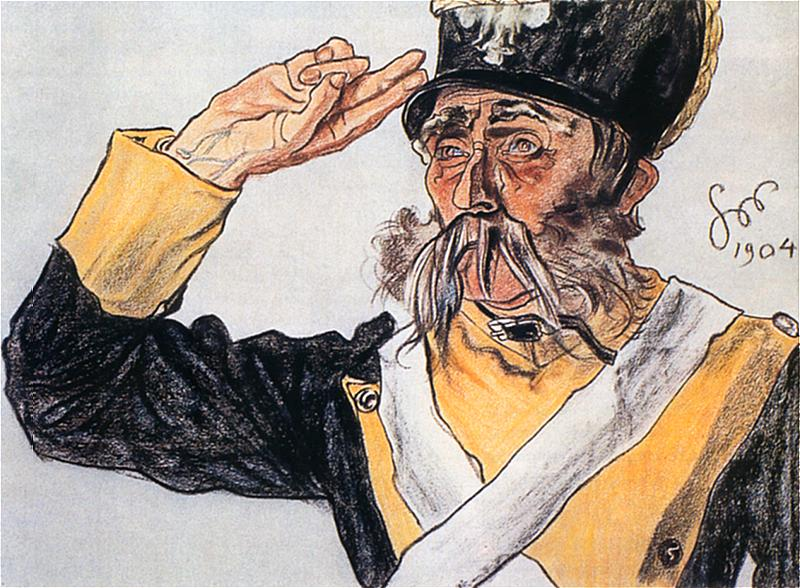
敬礼の例。1904年描。

二指の敬礼（にしのけいれい、Two-finger salute）は、挙手の敬礼の一。右手の中指と人差し指のみを伸ばし、他の三本は握ったまま、前方に向け、伸ばした指を帽子にあてる方式。ポーランドでは軍・警察・準軍事組織などで用いられる。

## カブスカウト
国際的にはカブスカウトやビーバースカウトで敬礼として用いられる。
なおボーイスカウトは活動の支柱となる「三つのちかい」にちなみ、人差し指・中指・薬指を伸ばす「三指の敬礼」を用いる。

## ポーランド

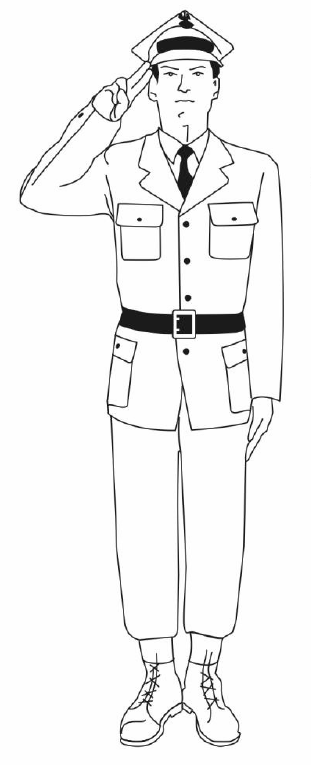
敬礼の例

ポーランドの国章たる白い鷲の紋章がついた帽子を着用している際に、この形式の敬礼が行なわれる。この敬礼の起源は明確ではなく、18世紀から19世紀に掛けて諸説ある。そのうちのひとつによれば、ポーランドの秩序維持を担っていたロシアのコンスタンチン・パヴロヴィチに対してポーランド人たちが挙手の敬礼を行う際、彼に投げつけるための石礫を掌に握り、空いた二指だけを伸ばしていたという。また他の説では、1831年の対ロシア蜂起戦において、あるポーランド兵士が重傷を負って指を失い、残った二指で敬礼を捧げてから絶命したことにちなむという。
この敬礼は、第二次世界大戦中には、西部戦線に従軍したポーランド軍部隊にトラブルを引き起こした。二指の敬礼はカブスカウトの敬礼でもあったため他の連合軍将兵からは故意に不適切な礼式をとっているように見え、逮捕された者も生じた。